# Linea 4 (CFL)
La linea 4 è una linea ferroviaria lussemburghese a scartamento ordinario lunga 16,2 km che unisce la capitale Lussemburgo con il villaggio di Oetrange.

## Storia
La ferrovia fu progettata durante la prima guerra mondiale, durante l'occupazione tedesca del Lussemburgo. Le autorità militari tedesche avevano infatti esigenza di velocizzare il trasporto delle truppe e dei rifornimenti verso il fronte occidentale. Fu deciso così di costruire una linea che da Oetrange bypassasse il centro di Lussemburgo andandosi poi ad allacciare alla ferrovia per Diedenhofen e Metz.
Il nuovo tracciato fu attivato il 20 ottobre 1918. Il raccordo sulla linea 6 verso sud fu aggiunto solamente nel 1940, durante la seconda occupazione tedesca del Lussemburgo. La tratta è stata elettrificata nel 1959.